# Partito Polacco del Lavoro
Il Partito Polacco del Lavoro (in polacco: Polska Partia Pracy - PPP) è stato un partito politico di orientamento socialista attivo in Polonia dal 2001 al 2017.

## Risultati elettorali
| Elezione          | Elezione     | Voti              | %                 | Seggi   |
| ----------------- | ------------ | ----------------- | ----------------- | ------- |
| Europee 2004      | Europee 2004 | 32.807            | 0,54              | 0 / 54  |
| Parlamentari 2005 | Sejm         | 91.266            | 0,77              | 0 / 460 |
| Parlamentari 2007 | Sejm         | 160.476           | 0,99              | 0 / 460 |
| Europee 2009      | Europee 2009 | 51.872            | 0,70              | 0 / 50  |
| Parlamentari 2011 | Sejm         | 79.147            | 0,55              | 0 / 460 |
| Europee 2014      | Europee 2014 | In Europa Plus    | In Europa Plus    | 0 / 51  |
| Parlamentari 2015 | Sejm         | In Sinistra Unita | In Sinistra Unita | 0 / 460 |